# Tech Music Schools
La Tech Music School è situata in Acton, West London ed è una prestigiosa scuola di musica contemporanea che forma musicisti per l'industria musicale nelle seguenti discipline: batteria, canto, chitarra, e basso.
La scuola è famosa per aver formato alunni poi divenuti celebri, fra cui Phil Selway dei Radiohead e Ed O'Brien. Gordon Moakes di Bloc Party ha dichiarato che la band provava nella scuola quando il loro batterista Olly Betts era studente della Drumtech

## Storia
Fondata nel 1983 dal batterista insegnante Francis Seriau e riconosciuta come una delle prime scuole di musica contemporanea forma e prepara musicisti professionisti.
Accreditate dal Thames Valley University, Le Tech Music Schools offrono una laurea Bachelor of Music, Two Year Diploma in Higher Education, Certificate of Higher Education (Popular Music Practice), One Year Diploma, 3 Month Certificate, corsi Part-Time e lezioni private, contando sull'esperienza di insegnanti che sono anche musicisti professionisti.
Tra questi Erik Stams, Adam Betts, Giuseppe Grondona, Laura June Barnes, Iain Mackenzie, Andrew McKinney, Svetlana Vassileva, Femi Temowo, Les Davidson, John Wheatcroft.
La Tech Music School è conosciuta a livello internazionale ad ha un numero significativo di alunni che provengono dall'Europa, Asia, Africa e America.
La Tech è stata protagonista nel 2007 del terzo episodio del documentario della BBC Play It Again, nel quale il celebre Aled Jones prende lezioni di batteria da Erik Stams, insegnante della Drumtech.
Ha suscitato un grande interesse un sondaggio svolto nel 2008/9 fra gli studenti delle Tech Music Schools per trovare il riff di chitarra più celebre al mondo. È stato protagonista come fatto principale del notiziario BBC Breakfast news di mercoledì 2 aprile 2008, come anche nel Daly Mail, The Telegraph, e The Metro. I risultati del sondaggio hanno suscitato un dibattito diffuso attraverso commenti in risposta agli articoli online.

## Corsi
La scuola dispone di un gran numero di borse di studio in collaborazione con vari magazine ed altri partner fra cui la Music Sound Foundation bursaries dell'EMI la quale è conferita solo a sette college nel Regno Unito ed ha il patrocinio di artisti fra i quali Sir George Martin, Sir Paul McCartney, Yōko Ono, Sir Simon Rattle, Sir Cliff Richard, Diana Ross, Mstislav Rostropovič e Tina Turner.
Le altre borse di studio in corso sono in partnership con: The Stage, Marshall Amplification, Rhythm magazine, Total Guitar magazine, Guitar Part magazine (Francia), Drumset Mag (Italia).
La scuola si è impegnata a supportare gli obiettivi del Music Manifesto.